# Mark Iuliano
Mark Iuliano (Cosenza, 12 augustus 1973) is een voormalig Italiaans voetballer, die het grootste gedeelte van zijn carrière als verdediger speelde voor de Italiaanse topclub, Juventus FC, in de Serie A.

## Carrière

### Salernitana Calcio 1919
Iuliano begon zijn professionele voetbalcarrière bij Salernitana Calcio in 1990. Na twee huurperiodes bij Bologna FC en AC Monza keerde Iuliano terug bij Salernitana Calcio, waar hij basisspeler zou worden en tot bijna 85 duels zou komen.

### Juventus FC
Iuliano maakte indruk door zijn spel bij Salernitana. Verschillende clubs hadden interesse in de lange verdediger, in het bijzonder Serie A gigant Juventus FC. In juli 1996 maakte Iuliano de overstap van Salernitana naar de ploeg uit Turijn. Iuliano zou zich ontwikkelen tot basisspeler bij Juventus. In de periode dat Iuliano in Turijn speelde vormde hij de gevreesde verdediging met onder andere, Fabio Cannavaro, Gianluca Zambrotta en Lilian Thuram. Na 10 jaar voor Juventus FC gespeeld te hebben vertrok Iuliano in januari 2005 uit Turijn. Hij tekende bij RCD Mallorca, nadat de eerste helft van het seizoen teleurstellend was verlopen voor Iuliano, zo verloor hij zijn basisplaats bij de Oude Dame. Iuliano kwam meer dan 200 duels uit voor Juventus en kwam tot 15 doelpunten.

### Andere clubs
Na zijn succesvolle periode bij Juventus FC, kwam Iuliano uit voor RCD Mallorca, UC Sampdoria, F.C. Messina Peloro en Ravenna Calcio. Bij Real Mallorca kwam Iuliano nog tot 29 duels, bij latere clubs kon Iuliano echter niet meer overtuigen. In mei 2008 testte Iuliano positief op een doping test na een wedstrijd bij Ravenna Calcio in de Serie B. Iuliano werd positief getest op gebruik van cocaïne en werd Iuliano geschorst voor twee jaar. In juni 2008 maakte Iuliano, op 35-jarige leeftijd, bekend dat hij zou stoppen met voetballen.

### Italië (nationaal elftal)
Iuliano debuteerde voor Italië op 5 september 1998 tegen Wales. In 2000 werd Iuliano tweede met Italië bij het EK voetbal. In 2003 werd Iuliano voor het laatst opgeroepen voor 'de Azzuri'.

## Erelijst
Juventus
- Serie A

1998